# Ania Marson
Ania Marson (Gdynia, 22 maggio 1949) è un'attrice britannica.
Tra i suoi ruoli celebri, quello della Granduchessa Ol'ga nel film Nicola e Alessandra.

## Filmografia parziale

### Cinema
- Sezione narcotici (Puppet on a Chain), regia di Geoffrey Reeve (1970)
- Nicola e Alessandra (Nichola and Alexandra), regia di Franklin J. Schaffner (1971)
- La rinuncia (The Abdication), regia di Anthony Harvey (1974)
- Il lenzuolo viola (Bad Timing), regia di Nicolas Roeg (1980)
- Howl, regia di Paul Hyett (2015)
- Non bussate a quella porta (Don't Knock Twice), regia di Caradog W. James (2016)
- The Convent, regia di Paul Hyett (2018)
- Natale con il babbo (Father Christmas Is Back), regia di Philippe Martinez e Mick Davis (2021)
- Omicidio nel West End (See How They Runock Twice), regia di Tom George (2022)

### Televisione
- Dixon of Dock Green – serie TV, 3 episodi (1963-1968)
- Z Cars – serial TV, puntata 6x251 (1969)
- Special Branch – serie TV, episodio 2x07 (1970)
- Casanova, regia di John Glenister e Mark Cullingham – miniserie TV, 4 puntate (1971)
- BBC Play of the Month – serie TV 1 episodio (1972)
- Emma, regia di John Glenister – miniserie TV, 4 puntate (1972)
- Target – serie TV, 5 episodi (1977)
- Metropolitan Police (The Bill) – serie TV, episodi 4x40-5x53 (1988-1989)
- Testimoni silenziosi (Silent Witness) – serie TV, episodio 20x04 (2017)
- Doctors – serial TV, puntata 18x182 (2017)
- L'alienista (The Alienist) – serie TV, episodio 1x05 (2018)
- Killing Eve – serie TV, episodio 1x01 (2018)
- Casualty – serie TV, episodi 33x12-37x42 (2018-2023)
- Britannia – serie TV, episodio 2x05 (2019)
- Holby City – serie TV, episodio 22x23 (2020)
- The Witcher – serie TV, 5 episodi (2021)
- Pennyworth – serie TV, episodio 3x03 (2022)
- We Were the Lucky Ones, regia di Thomas Kail, Amit Gupta e Neasa Hardiman – miniserie TV, puntata 5 (2024)
- La Ruota del Tempo (The Wheel of Time) – serie TV, episodio 3x04 (2025)